# جمهوری دوم کره
جمهوری دوم کره جنوبی دولت حاکم کره جنوبی برای هشت ماه بین سال های ۱۹۶۰ تا ۱۹۶۱ بود. آن پس از  جمهوری اول و در پی انقلاب آوریل ایجاد شد، ولی با وقوع کودتای نظامی و به دنبال آن یک دولت نظامی تحت عنوان شورای عالی بازسازی ملی کره ایجاد شد. این تنها  دولت پارلمانی در تاریخ  کره بود.

## یادداشت ها
1. ^  Yonhap (2004, p. 270).
2. ^  Yang (1999, p. 196); Nam (1996, pp. 410–412); Yonhap (2004, p. 270).
3. ^  Yang (1999, p. 196). Nam (1996, p. 412) gives "2,000."
4. ^  Nahm (1996, p. 411).
5. ^  Nahm (1996, p. 411).
6. ^  Nahm, loc. cit.
7. ^  Nahm (1996, p. 412); Yonhap (2004, pp. 270–271).
8. ^  Nahm (1996, p. 412).